# ピーター・ラピース・ラブスカフニ
ピーター・ハーミアス・コーネリアス "ラピース"・ラブスカフニ（Pieter Hermias Cornelius 'Lappies' Labuschagné、1989年1月11日 - ）は、ジャパンラグビーリーグワンのクボタスピアーズ船橋・東京ベイに所属するラグビー選手。

## プロフィール
- 南アフリカ共和国プレトリア出身。
- ポジションはフランカー(FL)。
- 身長 189 cm、体重 107 kg
- ニックネームはラピース[1]。
- 町田ワールドマッチラグビー2015のブルー・ブルズゲームキャプテンを務めた[2]。
- 南アフリカ共和国代表に選ばれたことがある[3]。
- 日本代表キャップは19（2023年10月8日現在）

## 略歴
フリーステイト大学、チーターズ、ブルズを経て、2016年、クボタスピアーズに加入。同年8月27日に行われたジャパンラグビートップリーグ第1節の東芝ブレイブルーパス戦に途中出場で日本での公式戦初出場を果たした。

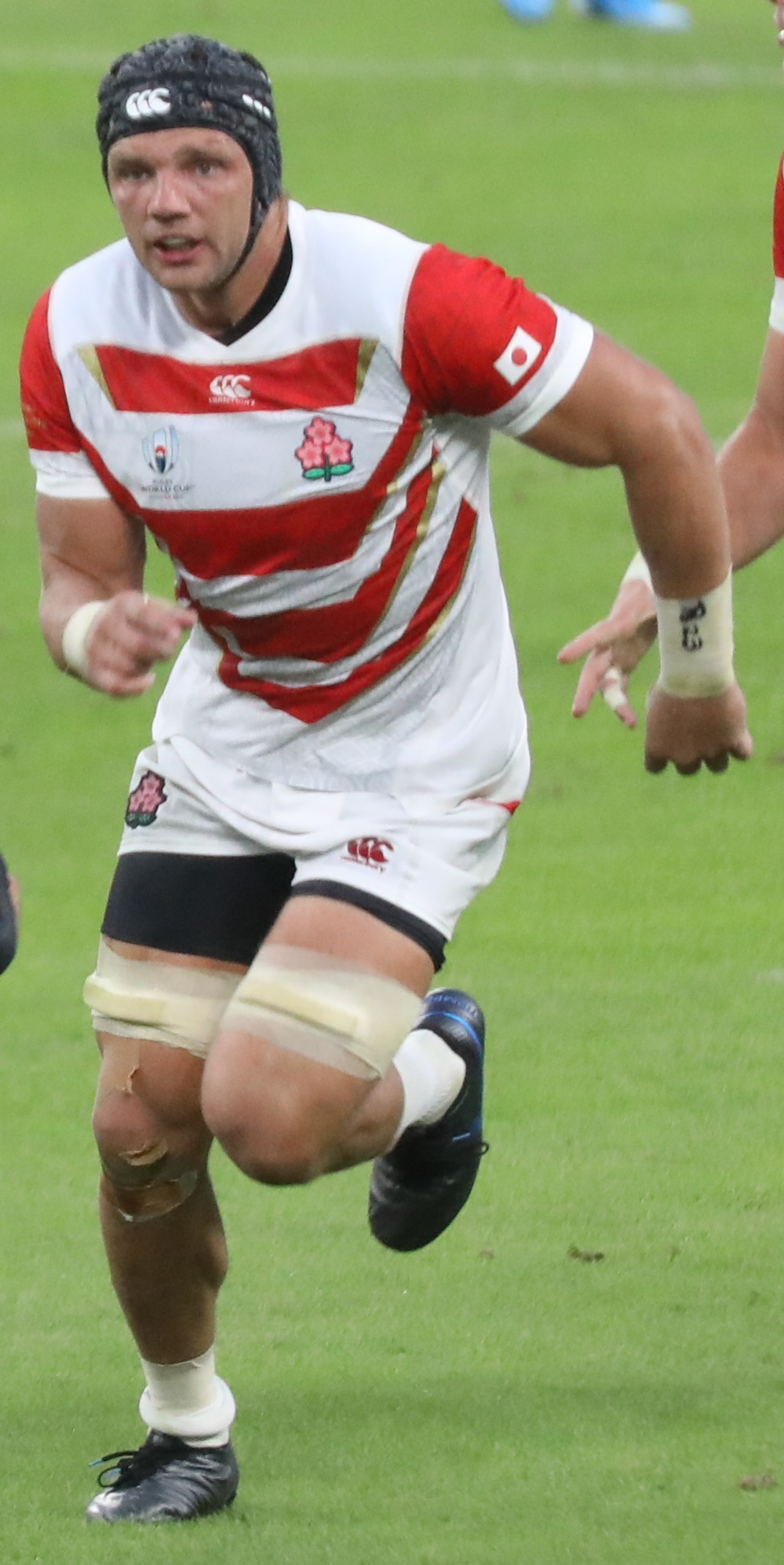
RWC2019 日本対アイルランド 2019年9月28日 静岡エコパスタジアム

2018年1月にはサンウルブズの2018年スコッドに追加招集されたが、同年5月には派遣期間終了のため、チームを離脱した。
2019年7月27日に行われたパシフィック・ネイションズカップのフィジー戦にて先発出場で日本代表初キャップを獲得した。また同年8月、ラグビーワールドカップ2019の日本代表に選出された。ワールドカップでは日本の全5試合に出場し、第2戦アイルランド戦と第3戦サモア戦ではリーチマイケルに代わりゲームキャプテンを務めた。
2021年、日本代表のキャプテンに就任。

## 受賞歴

### トップリーグ
- 2020-21トップリーグベスト15

### リーグワン
- 2023-24ベストタックラー